# Sinfonia concertante
Sinfonia concertante (auch Symphonie concertante, konzertante Sinfonie oder kurz Concertante) ist ein Begriff aus der Musik und bezeichnet Kompositionen für mehrere solistische (konzertierende) Instrumente und Orchester.

## Entstehung und Charakterisierung
Bei der Sinfonia concertante handelt es sich um eine sinfonische Gattung für zwei bis neun Soloinstrumente und Orchester, die besonders in der Zeit zwischen 1770 und 1825, also der Klassik, geschätzt wurde. Sie stellt eine Verschmelzung von Elementen des Divertimento, der Serenade, der Kassation, der Sinfonie und des Solokonzerts dar.
Als wichtige Voraussetzung für die Entstehung der Sinfonia concertante kann die Zunahme des öffentlichen Konzertbetriebes, der sich allmählich aus den Fürstenhöfen heraus verlagerte, angesehen werden. Hinzu kamen neue technische Entwicklungen im Bereich der Musikinstrumente, speziell bei den Blasinstrumenten. Die dementsprechend wachsende Zahl der Bläsersolisten verlangte nach Kompositionen, die speziell deren instrumentales Können zur Geltung brachten. Viele dieser Werke setzen daher solistische Bläser ein, nicht selten mit Solo-Streichern gemischt. Sie sind virtuos, melodiös-gefällig und stehen fast ausnahmslos in Dur-Tonarten, wie der größte Teil der Musik dieser Epoche. Die Sinfonia concertante ist meist zwei- oder dreisätzig; vier oder fünf Sätze kommen kaum vor.

## Kompositionen im Überblick
Die meisten derartigen Werke entstanden dort, wo entsprechende Solisten für Aufführungen zur Verfügung standen; dies waren die musikalischen Zentren Wien, Paris, Mannheim, London und München.
Zu den ersten Komponisten, die konzertante Sinfonien komponierten, zählen Carl Stamitz (über 20 Werke, meist zweisätzig mit Violine und Violoncello als Soloinstrumenten) und Johann Christian Bach (rund 15 Werke, mehrheitlich dreisätzig, in vielfältiger Solistenkombination, z. B. Oboe, Violine, Cello und Klavier oder zwei Klarinetten und Fagott). Die wohl bekanntesten Werke der Gattung stammen von Joseph Haydn (Hob. I:105 für Violine, Cello, Oboe und Fagott) und Mozart (KV 364 für Violine und Viola, Concertone KV 190 für 2 Violinen sowie die lange Mozart zugeschriebene, jedoch gemäß dem Schweizer Musikwissenschaftler Martin Staehelin von anderer Hand stammende Sinfonia concertante KV 297b für Flöte, Oboe, Horn und Fagott).
Entsprechende Werke schrieben auch die Komponisten Antonio Salieri, Carl Friedrich Abel, Luigi Boccherini, Giuseppe Cambini, Ignaz Pleyel, Franz Anton Hoffmeister, Bernhard Crusell, Franz Danzi oder Leopold Kozeluch (letzterer u. a. mit einer singulären Solokombination von Klavier, Mandoline, Trompete und Kontrabass).
Im Lauf des 19. Jahrhunderts traten Bläsersolisten generell in den Hintergrund; statt des Begriffs „Sinfonia concertante“ wurden für die nun eher isoliert stehenden Werke in deren Tradition die Bezeichnungen „Doppelkonzert“ oder „Tripelkonzert“ üblich. Bekannteste Beispiele sind Beethovens Tripelkonzert op. 56 für Violine, Cello und Klavier und das Doppelkonzert op. 102 für Violine und Cello von Brahms.
Im 20. Jahrhundert wird die Bezeichnung Sinfonia concertante wieder gelegentlich aufgegriffen, z. B. von Frank Martin (Petite Symphonie concertante für Harfe, Cembalo, Klavier und Orchester). Allerdings werden mit diesem Begriff nun auch Werke mit weniger als zwei Soloinstrumenten bezeichnet. So trägt beispielsweise die 4. Sinfonie von Karol Szymanowski (mit Soloklavier) den Titel Symphonie Concertante; von Joseph Jongen stammt eine Symphonie concertante für Orgel und Orchester; Bohuslav Martinů schrieb neben einer Sinfonia concertante für Oboe, Violine, Cello und Klavier auch eine Sinfonia concertante für zwei Orchester, die zwei vollständige Klangkörper einander gegenüberstellt.